# Ain’t No Sunshine (Michael Jackson-dal)
Az Ain’t No Sunshine című dal az amerikai Michael Jackson 4. és egyben utolsó kimásolt kislemeze az 1971-es Got to Be There című stúdióalbumról. Az Egyesült Királyságban a dal 3. és egyben utolsó kislemezként jelent meg az albumról, a Got to Be There, Rockin’ Robin után. Az I Wanna Be Where You Are című dal az Egyesült Államokban 3. kislemezként jelent meg a B. oldalon. A dal az angol kislemezlistán 8. helyezett volt 3 héten keresztül 1972 szeptemberében.

## A dal eredeti változata
A dalt eredetileg Bill Withers vitte sikerre 1971-ben, mely Just As I Am című albumán található. A dal producere Booker T. Jones volt. A felvételeken közreműködött Donald "Duck" Dunn basszusgitáron, valamint Al Jackson Jr dobon, és Stephen Stills gitáron. A dal több slágerlistára is felkerült.

## Megjelenések
7"  Ausztrália Tamla Motown – TMO-9958
- A	I Wanna Be Where You Are	3:00
- B	Ain't No Sunshine	4:09

## Feldolgozások
- Boris Gardiner saját változatát 1973-ban dolgozta fel Paul Douglasszel közösen. Gardiner basszusgitáron kísérte Douglast. A dal a What’s Happening című stúdióalbumon található.
- 1991 novemberében az ausztrál Rockmelons pop csapat Deni Hines közreműködésével felvette saját változatát második stúdióalbumára a Form 1 Planet címűre, mely 1992-ben jelent meg. A dal 5. helyezést ért el az ausztrál kislemezlistán és arany státuszt kapott.[8]
- A 4 the Cause csapat 1998-ban készítette el saját változatát, mely Stand by Me című stúdióalbumukon található.[9]
- 1999-ben az Észak-Afrikai Ladysmith Black Mambazo Des'ree közreműködésével saját változatát jelentette meg In Harmony című stúdióalbumán. A dal az angol kislemezlistán a 42. helyezést érte el.[10]
- 2013-ban a Black Label Society heavy metal csapat saját változatát készítette el Unblackened című albumára. A dal 42. helyezést érte el a Kanadai Rock slágerlistán.[11]